# Al-Maqrizí
Taqi-d-Din Abu-l-Abbàs Àhmad ibn Alí ibn Abd-al-Qàdir ibn Muhàmmad al-Maqrizí aix-Xafií al-Atharí (àrab: تقي الدين أبو العباس أحمد بن علي بن عبد القادر بن مُحمَّد المقريزي الشافعي الأثري, Taqī d-Dīn Abū l-ʿAbbās Aḥmad b. ʿAlī b. ʿAbd al-Qādir b. Muḥammad al-Maqrīzī ax-Xāfiʿī al-Aṯarī), més conegut senzillament com a Àhmad al-Maqrizí o al-Maqrizí, va ser un historiador egipci nascut el vers 1364 al Caire i mort el 1442 a la mateixa ciutat. És considerat com un dels autors més importants de la historiografia egípcia. La seva obra munyida de la història egípcia des de la conquesta àrab al segle vii fins al període mameluc, del qual va ser contemporani.

## Biografia
El sobrenom de Maqrizí, sota el que és més conegut, era comú a la seva família, i se li havia donat perquè residia en un raval de Baalbek anomenat Maqriz. Taqi-d-Din era també anomenat Ibn al-Maqrizí, és a dir fill de Maqrizí. Va néixer al Caire entre l'any 1358 i 1368. La seva família pretenia descendir d'Alí ibn Abi Tàlib, per la branca que va donar el califes fatimites. Va fer els seus estudis al Caire, i va seguir en principi les opinions de l'escola hanafita. Però llavors les va abandonar i seguí les opinions de l'escola xafiïta, a la qual va quedar constantment adherit.
Al-Maqrizí es va dedicar fervorosament a l'estudi, i va rebre de bona hora grans coneixements, agafant un gust molt viu per una vida retirada; es va ocupar així fins al final de la seva vida, a escriure i a compondre obres nombroses gairebé totes històriques.
Tanmateix, va ser, diverses vegades, encarregat de les funcions de muhtasib o comissari de policia del Caire, i va exercir diversos altres càrrecs relatius a la religió. Se li va oferir la plaça de cadi de Damasc però la va refusar.
Al-Maqrizí va viure gairebé vuitanta anys i va morir al mes de gener de 1442.

## Obres
Les seves obres són nombroses i testifiquen la varietat dels seus coneixements i el seu gust per a les investigacions d'antiguitats. La majoria i les més importants fan referència a la història d'Egipte, com ara la seva descripció històrica i topogràfica d'Egipte. També va escriure un tractat de les monedes musulmanes, un llibre sobre els sultans aiúbides i mamelucs i un tractat dels pesos i de les mesures legals dels musulmans.